# EUMETSAT
EUMETSAT (fulde navn European Organisation for the Exploitation of Meteorological Satellites) er en international organisation med hovedkvarter i Darmstadt, Tyskland. EUMETSAT sender vejrsatellitter op, og processerer data til vejrudsigter.

## Projekter
Af projekter kan nævnes:
EUMETSAT Polar SystemEt system af tre avancerede polære satellitter, Metop-A, -B og -C, der fra 800 km højde laver detaillerede målinger af atmosfærens temperatur, fugtighed og kemiske sammensætning. Metop-A blev startet 19 oktober 2006 med en russisk Soyuz raket fra Baikonour, og Metop-B og -C planlægges til start henholdsvis i 2011 og 2015. EPS er et samarbejdsprojekt med ESA, NOAA og CNES
MeteosatEt system af geostationære satellitter til vejrovervågning. Meteosat-1 blev startet i 1977 og Meteosat-7, den sidste satellit af den første generation, blev startet i 1997. Meteosat-6 og -7 er nu flyttet til positioner over det Indiske Ocean, hvor de leverer data bl.a. for overvågning af tropiske cykloner. Meteosat er et samarbejdsprojekt med ESA.
Meteosat Second GenerationAnden generation af Meteosat systemet, leverer billeder af Europa og Afrika hver 15 minutter i 11 bølgelængdeintervaller fra en position over 0 grader længde. Meteosat-8, den første satellit af den nye generation, blev startet i august 2002, og med starten af Meteosat-9 i december 2005, er systemet fuldt operationelt. Meteosat-10 planlægges til start i 2011 og Meteosat-11 i 2013.
Jason-2Målinger af vind, bølger og vandstand ved hjælp af radar altimetri. Jason-2 satellitten er planlagt til start i juni 2008. Jason-2 er et samarbejdsprojekt med CNES, NOAA og NASA.
| Rumfart | Spire Denne artikel om rumfart er en spire som bør udbygges. Du er velkommen til at hjælpe Wikipedia ved at udvide den. |

- Wikimedia Commons har flere filer relateret til EUMETSAT

49°51′54″N 8°37′37″Ø / 49.86500°N 8.62694°Ø